# Polistes rothneyi
Polistes rothneyi är en getingart som beskrevs av Cameron 1900. Polistes rothneyi ingår i släktet pappersgetingar, och familjen getingar.

## Underarter
Arten delas in i följande underarter:
- P. r. grahami
- P. r. carletoni
- P. r. engeli
- P. r. gressitti
- P. r. hainanensis
- P. r. helvenacus
- P. r. ingrami
- P. r. iwatai
- P. r. koreanus
- P. r. krombeini
- P. r. quateiini
- P. r. robinsoni
- P. r. sikkimensis
- P. r. tibetanus
- P. r. vechti
- P. r. yayeyamae